# بيل لويس (لاعب كرة قاعدة)
بيل لويس (بالإنجليزية: Bill Lewis)‏ هو لاعب كرة قاعدة أمريكي، ولد في 15 أكتوبر 1904 في ريبلي في الولايات المتحدة، وتوفي في 24 أكتوبر 1977 في ممفيس في الولايات المتحدة.

## وصلات خارجية
- بيل لويس على موقعبيزبول رفرنس.كوم (الدوري الرئيسي) (الإنجليزية)
- بيل لويس على موقعبيزبول رفرنس.كوم (الدوري الثانوي) (الإنجليزية)